# ナムリン県
ナムリン県（ナムリンけん）は中華人民共和国チベット自治区シガツェ市の県の一つ。県名はチベット語で「勝利」を意味する。県政府所在地はナムリン鎮（南木林鎮）。

## 行政区画
1鎮、16郷を管轄：
- 鎮：ナムリン鎮（南木林鎮）
- 郷：達那郷、卡孜郷、多角郷、秋木郷、艾瑪郷、土布加郷、茶爾郷、索金郷、タクツェ郷（達孜郷）、奴瑪郷、熱当郷、拉布普郷、普当郷、仁堆郷、芒熱郷、甲措郷

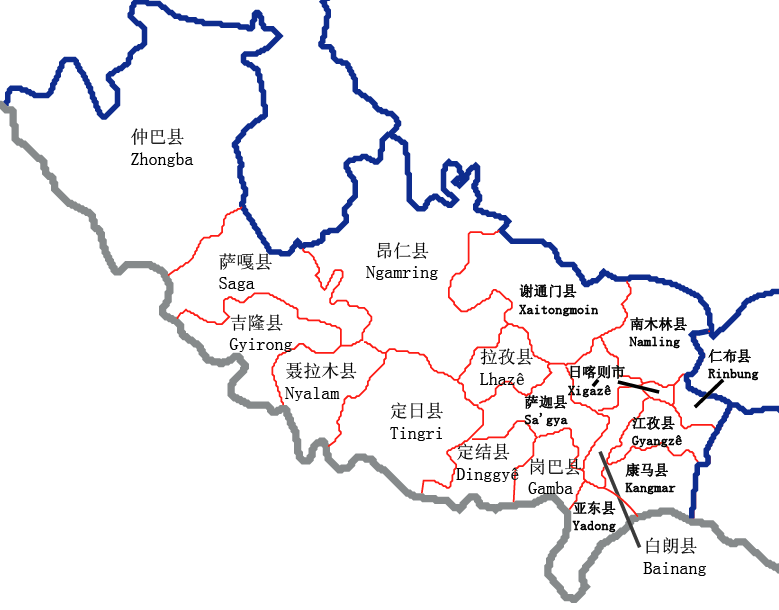
シガツェ地区の行政区画